# Evangeline (Emmylou Harris)
| Recensione                        | Giudizio   |
| --------------------------------- | ---------- |
| AllMusic                          | [ 2 ]      |
| The New Rolling Stone Album Guide | [ 3 ]      |
| Sputnikmusic                      | 3.0 (Good) |
| Dizionario del Pop-Rock           | [ 5 ]      |
| 24.000 dischi                     | [ 6 ]      |

Evangeline è un album discografico in studio della cantante statunitense Emmylou Harris, pubblicato dalla casa discografica Warner Bros. Records nel gennaio del 1981.

## Tracce
Lato A
1. I Don't Have to Crawl – 3:46 (Rodney Crowell)
2. How High the Moon – 3:21 (Morgan Lewis, Nancy Hamilton)
3. Spanish Johnny – 3:50 (Paul Siebel)
4. Bad Moon Rising – 2:40 (John Fogerty)
5. Evangeline – 3:09 (Robbie Robertson)

Lato B
1. Hot Burrito #2 – 3:04 (Gram Parsons, Chris Ethridge)
2. Millworker – 4:03 (James Taylor)
3. Oh Atlanta – 2:58 (Bill Payne)
4. Mister Sandman – 2:20 (Pat Ballard)
5. Ashes by Now – 4:21 (Rodney Crowell)

## Musicisti
I Don't Have to Crawl
- Emmylou Harris - voce
- James Burton - chitarra solista
- Frank Reckard - chitarra solista, chitarra acustica
- Tony Brown - pianoforte
- Glen D. Hardin - pianoforte elettrico
- Hank DeVito - chitarra pedal steel
- Ricky Skaggs - fiddles
- Emory Gordy - basso
- John Ware - batteria
- Craig Safan - arrangiamento strumenti ad arco, conduttore musicale

How High the Moon
- Emmylou Harris - voce
- Tony Rice - chitarra acustica solista
- Ricky Skaggs - mandolino
- Albert Lee - chitarra elettrica
- Jerry Douglas - dobro
- Brian Ahern - chitarra arch-top
- Bill Payne - pianoforte elettrico
- Emory Gordy - basso (basso Ernie Ball)
- John Ware - percussioni
- Cheryl Warren - armonie vocali
- Sharon White - armonie vocali

Spanish Johnny
- Emmylou Harris - voce, chitarra acustica
- Frank Reckard - chitarra solista
- Ricky Skaggs - mandolino, chitarra acustica
- Brian Ahern - chitarra gut-string, basso a sei corde, tamburello
- Michael Raphael - armonica
- Hank DeVito - chitarra pedal steel
- Emory Gordy - basso (basso Ernie Ball)
- John Ware - percussioni
- Waylon Jennings - armonie vocali

Bad Moon Rising
- Emmylou Harris - voce, chitarra acustica
- Brian Ahern - chitarra acustica, chitarra ritmica elettrica
- Frank Reckard - chitarra solista
- Hank DeVito - chitarra pedal steel
- Don Johnson - pianoforte, armonie vocali
- Albert Lee - pianoforte
- Mike Bowden - basso
- John Ware - batteria
- Barry Tashian - armonie vocali

Evangeline
- Emmylou Harris - voce, chitarra acustica
- Albert Lee - chitarra solista
- Ricky Skaggs - fiddles
- David Briggs - pianoforte
- Emory Gordy - basso
- Larrie Londin - batteria
- Linda Ronstadt - armonie vocali
- Dolly Parton - armonie vocali

Hot Burrito #2
- Emmylou Harris - voce, armonie vocali
- Rodney Crowell - chitarra acustica
- Hank DeVito - chitarra pedal steel
- Tony Brown - pianoforte
- Brian Ahern - basso a sei corde
- Emory Gordy - basso
- John Ware - batteria
- Herb Pedersen - armonie vocali

Millworker
- Emmylou Harris - voce, chitarra acustica
- Ricky Skaggs - chitarra acustica, fiddles, armonie vocali
- Hank DeVito - chitarra pedal steel
- Steve Fishell - dobro
- Mickey Raphael - armonica
- Brian Ahern - basso a sei corde
- Emory Gordy - basso
- John Ware - percussioni
- Tony Rice - armonie vocali

Oh Atlanta
- Emmylou Harris - voce, armonie vocali
- Albert Lee - chitarra solista
- Hank DeVito - chitarra pedal steel
- Rodney Crowell - chitarra elettrica ritmica
- Bill Payne - pianoforte
- Glen D. Hardin - pianoforte elettrico
- Ricky Skaggs - fiddles
- Emory Gordy - basso
- John Ware - batteria
- Barry Tashian - armonie vocali

Mister Sandman
- Emmylou Harris - voce
- Albert Lee - chitarra solista
- Brian Ahern - chitarra acustica
- Bill Payne - pianoforte elettrico
- Emory Gordy - basso
- Dave Lewis - batteria
- Linda Ronstadt - armonie vocali
- Dolly Parton - armonie vocali

Ashes by Now
- Emmylou Harris - voce
- Amos Garrett - chitarra solista
- Rodney Crowell - chitarra acustica
- Mac Rebbenack - pianoforte
- Mickey Raphael - armonica
- Glen D. Hardin - pianoforte elettrico
- Lynn Langham - sintetizzatore
- Emory Gordy - basso
- Hal Blaine - batteria

Note aggiuntive
- Brian Ahern - produttore (per la Happy Sack Productions), arrangiamenti
- Registrazioni effettuate al Enactron Studios
- Mixato al Magnolia Sound
- Donivan Cowart, Brian Ahern, Stuart Taylor e Bradley Hartman - ingegneri delle registrazioni
- Ringraziamenti speciali a: Bob Hunka e John Ware
- Ringraziamenti a: Dolly Parton, Linda Ronstadt e Joe Smith per Evangeline e Mister Sandman
- Tim Ritchie - art direction
- Oliver Ferrand - fotografie[9]

## Classifica
Album
| Anno | Classifica         | Posizione raggiunta |
| ---- | ------------------ | ------------------- |
| 1981 | Top Country Albums | 5                   |

Singoli
| Anno | Titolo del brano      | Classifica        | Posizione raggiunta |
| ---- | --------------------- | ----------------- | ------------------- |
| 1981 | Mister Sandman        | Hot Country Songs | 10                  |
| 1981 | I Don't Have to Crawl | Hot Country Songs | 44                  |